# Ітеу-Ноу
Ітеу-Ноу (рум. Iteu Nou) — село у повіті Біхор в Румунії. Входить до складу комуни Абрам.
Село розташоване на відстані 431 км на північний захід від Бухареста, 46 км на північний схід від Ораді, 110 км на північний захід від Клуж-Напоки.

## Населення
За даними перепису населення 2002 року у селі проживали 162 особи.
Національний склад населення села:
| Національність | Кількість осіб | Відсоток |
| -------------- | -------------- | -------- |
| румуни         | 153            | 94,4%    |
| угорці         | 7              | 4,3%     |

Рідною мовою назвали:
| Мова      | Кількість осіб | Відсоток |
| --------- | -------------- | -------- |
| румунська | 155            | 95,7%    |
| угорська  | 7              | 4,3%     |